# Hot Haus
Hot Haus es un programa de competencia de telerrealidad canadiense cuyo objetivo es encontrar el próximo sex symbol queer. El programa se estrenó el 27 de enero de 2022 en OUTtv. Hot Haus es una creación del equipo creativo detrás de Slag Wars. Está presentado por Tiffany “New York” Pollard, mientras que el jurado está compuesto por la rapera Cupcakke, la personalidad de Internet Matthew Camp y la activista trans Nicky Monet.

## Temporadas
| Temporada | Premier             | Final               | Ganador     | Finalistas                   | N.º de concursantes | Premio                                                                       |
| --------- | ------------------- | ------------------- | ----------- | ---------------------------- | ------------------- | ---------------------------------------------------------------------------- |
| 1         | 27 de enero de 2022 | 24 de enero de 2022 | Fantasia    | Saint Anique                 | 7                   | •Título de "Próximo Sex Symbol Queer" •10.000 dólares aportación de Scruff   |
| 2         | 23 de marzo de 2023 | 11 de mayo de 2023  | Alicia Goku | Cleo Mercury Delicious Gucci | 7                   | •Título de "Próximo Sex Symbol Queer" •25.000 dólares aportación de JerkMate |

## Temporada 1

### Concursantes
| Concursante | Ciudad natal             | Resultado      |
| ----------- | ------------------------ | -------------- |
| Fantasia    | Miami, Florida           | Ganadora       |
| San Anique  | Las Vegas, Nevada        | Subcampeona    |
| Alex        | Los Ángeles, California. | Tercer puesto  |
| Juju Minxxx | Chicago, Illinois        | Tercer puesto  |
| Sapphire    | Pittsburgh, Pensilvania  | Tercer puesto  |
| Kash Dinero | Carolina del Norte       | Sexto puesto   |
| Sevndeep    | Washington D. C.         | Séptimo puesto |

## Temporada 2

### Concursantes
| Concursante                 | Ciudad natal            | Resultado      |
| --------------------------- | ----------------------- | -------------- |
| Alicia Goku                 | Los Ángeles, California | Ganadora       |
| Cleo Mercury                | Kentucky                | Finalista      |
| Sin Silva                   | Miami, Florida          | Finalista      |
| Delicious Gucci             | Chicago, Illinois       | Cuarto puesto  |
| Austin Spears (Antifabussy) | Los Ángeles, California | Quinto puesto  |
| Vanniall                    | Nueva York              | Sexto puesto   |
| Giovanni V                  | Atlanta, Giorgia        | Séptimo puesto |

## Recepción
Hot Haus ha obtenido una acogida generalizada y positiva. Se incluyó en la lista de los 10 programas nuevos que nos encantan de BuzzFeed, y la publicación calificó el programa como "desafiante, divertido y queer como el infierno".
Dazed lanzó exclusivamente el tráiler de Hot Haus. En su artículo, se citó a Tiffany Pollard diciendo: "He estado trabajando en reality shows durante mucho tiempo y puedo prometerles que este elenco es algo especial". Cupcakke dijo a la revista: "Escucha, escucha, escucha... ¡escucha, Linda! Bromas aparte, este es sin duda uno de los espectáculos más creativos que he presenciado en mucho tiempo. Hot Haus es el momento. Es muy diferente. Es una excelente manera de mostrar los increíbles talentos provenientes de la comunidad LGBTQ+. Es verdaderamente arte".
Los fanáticos en las redes sociales se han unido en torno al programa, especialmente en TikTok, donde su hashtag (#hothaus) ha superado los 5 millones de visitas. El 16 de marzo de 2022, Hot Haus fue renovada para una segunda temporada.